# کژچونوو (استان لوبلین)
کژچونوو (به لهستانی:  Krzczonów) یک روستا در لهستان است که در گمینا کژچونوو واقع شده‌است.